# WandaVision
WandaVision é uma minissérie estadunidense criada para o Disney+ por Jac Schaeffer, baseada nos personagens Wanda Maximoff / Feiticeira Escarlate e Visão, da Marvel Comics. É a primeira série televisiva do Universo Cinematográfico Marvel (UCM) produzida pelo Marvel Studios, compartilhando continuidade com os filmes da franquia e ocorrendo após os eventos do filme Avengers: Endgame (2019). Schaeffer atua como roteirista principal, com Matt Shakman na direção.
Elizabeth Olsen e Paul Bettany reprisam seus respectivos papéis como Wanda Maximoff e Visão da série de filmes, com Debra Jo Rupp, Fred Melamed, Kathryn Hahn, Teyonah Parris, Randall Park, Kat Dennings e Evan Peters também estrelando. Em setembro de 2018, a Marvel Studios estava desenvolvendo uma série de séries limitadas para o Disney+, centradas em personagens coadjuvantes dos filmes do UCM, como Wanda e Visão, com Olsen e Bettany retornando. Schaeffer foi contratada em janeiro de 2019, a série foi anunciada oficialmente em abril e Shakman entrou em agosto. A série homenageia sitcoms antigas, com Wanda e Visão vivendo em uma realidade que os leva por diferentes décadas de tropos televisivos. As filmagens começaram em Atlanta, Geórgia, em novembro de 2019, antes da produção ser interrompida em março de 2020 devido à pandemia de COVID-19. A produção foi retomada em Los Angeles em setembro de 2020 e encerrada em novembro.
WandaVision estreou com seus dois primeiros episódios em 15 de janeiro de 2021 e teve nove episódios, concluindo em 5 de março. É a primeira série, e o começo, da Fase Quatro do UCM. A série recebeu elogios da crítica por sua recriação de sitcoms antigas e pelas atuações de seu elenco, especialmente de Olsen, embora houvessem críticas no final. Foi amplamente discutida e analisada por fãs com base em várias teorias populares, bem como por comentaristas por sua exploração de luto e nostalgia. A série recebeu vários elogios, incluindo 23 indicações ao Primetime Emmy Award, ganhando três. WandaVision serve como uma preparação para o filme Doctor Strange in the Multiverse of Madness (2022), no qual Olsen reprisou seu papel de Wanda Maximoff.

## Sinopse
Três semanas após os eventos de Avengers: Endgame (2019), Wanda Maximoff e Visão estão vivendo uma vida suburbana idílica na cidade de Westview, no estado de New Jersey, tentando esconder suas verdadeiras identidades. À medida que começam a entrar nas novas décadas, o casal suspeita que as coisas não são o que parecem.

## Elenco e personagens
- Elizabeth Olsen como Wanda Maximoff / Feiticeira Escarlate:
Uma Vingadora que pode invocar magia do caos, usar telepatia e telecinesia, e alterar a realidade.[3][4][5] Olsen disse que a série traz a personagem mais em linha com a versão dos quadrinhos, incluindo a descrição de sua doença mental,[6] enquanto apresenta o nome de "Feiticeira Escarlate" que não era usado anteriormente no UCM.[7] O produtor executivo Kevin Feige disse que a série explora a extensão e a origem dos poderes de Wanda.[8] Olsen sentiu que sua "propriedade" de Wanda foi fortalecida durante o desenvolvimento da série,[9] o que lhe permitiu explorar novas partes da personalidade da personagem, como seu humor e ousadia.[10] Ela ficou emocionada por WandaVision focar em Wanda ao invés de torná-la uma personagem coadjuvante como nos filmes e foi convencida a se juntar à série quando Feige mencionou histórias em quadrinhos específicas da Feiticeira Escarlate que inspiraram WandaVision.[2] Olsen foi influenciada por Mary Tyler Moore, Elizabeth Montgomery e Lucille Ball por sua atuação.[11] Michaela Russell interpreta a jovem Wanda.[12]
- Paul Bettany como Visão:
Um androide e ex-vingador criado usando as inteligências artificiais de J.A.R.V.I.S. e Ultron junto com a Joia da Mente,[3] que foi morto em Avengers: Infinity War (2018).[7] Bettany interpreta uma nova versão do personagem criado por Wanda, dentro de sua realidade, a partir de parte da Jóia da Mente que vive nela, que é a personificação de sua tristeza, esperança e amor.[13][14] Os roteiristas se referiram a ele como "Visão Alma",[15] e Bettany o descreveu como "decente e honrado". Ele foi influenciado pelas performances de Dick Van Dyke e Hugh Laurie nesta versão.[11] Bettany também interpreta o personagem original, conhecido como "O Visão",[15][16] que é remontado e reativado pela S.W.O.R.D. (Sentient Weapon Observation and Response Division). Essa versão tem uma aparência toda branca semelhante a quando o personagem dos quadrinhos foi ressuscitado com um corpo todo branco e sem suas memórias e emoções.[17] Bettany diferenciou as duas versões interpretando o Visão como familiar e intimidante ao mesmo tempo.[16]
- Debra Jo Rupp como Sharon Davis: Uma residente em Westview e esposa de Todd, que interpreta a "Sra. Hart" na sitcom fictícia WandaVision.[18][19]
- Fred Melamed como Todd Davis: Um residente de Westview e marido de Sharon, que interpreta "Arthur Hart", o chefe do Visão, na sitcom fictícia WandaVision.[18][19]
- Kathryn Hahn como Agatha Harknessː
Uma bruxa que se disfarça de "Agnes", a "vizinha intrometida" de Wanda e Visão, dentro da comédia fictícia WandaVision.[2][20] Hahn descreveu Agnes como a vizinha que "não sai do sofá no final da noite" e está "sempre no trabalho",[9] e comparou a relação de Agatha com Wanda a relação de Antonio Salieri com Wolfgang Amadeus Mozart. Ela explicou que Agatha tem estudado magia há séculos e está enlouquecida ao ver que isso ocorre com tanta naturalidade para Wanda.[21] Agatha foi criada como uma figura mentora de Wanda, mas foi mudada pelos roteiristas para ser mais antagônica e servir melhor à estrutura da série. Apesar disso, Agatha mantém qualidades de ensino e de mentora para Wanda.[15]
- Teyonah Parris como Monica Rambeau:
A filha da pilota da Força Aérea, Maria Rambeau, e capitã da S.W.O.R.D.,[22] que se apresenta a Wanda e Visão, na sitcom fictícia WandaVision, como "Geraldine".[23] Ela tem uma "resistência e capacidade de ser mulher" em um mundo dominado pelos homens.[9] A roteirista principal Jac Schaeffer tinha uma proposta de um personagem diferente no papel de Rambeau, mas ela estava animada para usar Rambeau em vez disso, quando souberam que ela estava disponível para a série.[24] A co-produtora executiva Mary Livanos acrescentou que a inclusão de Rambeau foi uma descoberta durante o desenvolvimento que se tornou "realmente enriquecida no show",[10] pois permitiu que uma personagem empática como Rambeau se tornasse uma "heroína em seu próprio direito".[25] A série mostra o que Rambeau fez desde sua introdução em Captain Marvel (2019),[26][27] onde foi retratada como uma criança por Akira Akbar. Parris usou o desempenho de Akbar como ponto de partida para o seu próprio, e levou em consideração o relacionamento de Monica com sua mãe e Danvers.[28]
- Randall Park como Jimmy Woo:
Um agente do FBI trabalhando com a S.W.O.R.D, que anteriormente era o oficial de condicional de Scott Lang.[9][29] Park sentiu que introduziu Woo usando mágica close-up, algo que ele estava tentando aperfeiçoar em Ant-Man and the Wasp (2018), e rapidamente mostrou o desenvolvimento do personagem desde aquele filme, indicando que ele está ficando melhor em várias coisas e está sendo designado para casos maiores.[30] Park aprendeu o truque de mágica com um mágico e passou vários dias aperfeiçoando-o para a série.[31]
- Kat Dennings como Dra. Darcy Lewis:
Uma astrofísica trabalhando com a S.W.O.R.D. que anteriormente foi estagiária de Jane Foster e fez amizade com Thor.[32][29] Retornando ao papel pela primeira vez desde Thor: The Dark World (2013), Dennings sentiu que Darcy não teria mudado muito como pessoa, mas estaria mais velha e mais sábia depois de ir para a faculdade para receber seu doutorado em astrofísica. Além disso, Dennings sentiu que a personagem tem mais confiança em si mesma agora que é vista como "a chefe" que nunca foi nos filmes.[33]
- Evan Peters como Ralph Bohner:
Um residente de Westview sob o controle de Agatha, se passando pelo irmão gêmeo de Wanda, Pietro Maximoff, retratado por Aaron Taylor-Johnson em Avengers: Age of Ultron (2015) e que morreu no filme.[34][35][36] Schaeffer e Livanos estavam ansiosos para trazer Pietro de volta à série e decidiram tirar proveito de suas noções de "o que é real e o que não é, e desempenho, elenco, público e fandom", fazendo com que o personagem fosse "reformulado" dentro o programa fictício WandaVision.[37] A escalação de Peters foi uma referência ao seu papel como Peter Maximoff / Mercúrio na série de filmes dos X-Men da 20th Century Fox.[34] Schaeffer observou que essa reformulação funcionou para a série em um nível meta, jogando nos tropos de sitcom de personagens reformulados sem muito barulho e também com a chegada de um parente na cidade que "agita as coisas" com a família da sitcom.[37][38] Shakman disse que o papel de Peters na série foi uma forma de brincar com as expectativas do público de uma forma semelhante a Ben Kingsley interpretando Trevor Slattery em Iron Man 3 (2013), no qual o personagem se apresenta como o Mandarim.[39] Schaeffer comparou a atuação de Peters a uma mistura dos personagens Jesse Katsopolis de Três é Demais, Nick Moore de Caras & Caretas e Joey Tribbiani de Friends.[40]

Residentes recorrentes de Westview incluem Asif Ali como Abilash Tandon, que interpreta o colega de trabalho de Visão "Norm", David Lengel como Harold Proctor que interpreta "Phil Jones", Amos Glick como um entregador de pizza escalado como "Dennis", o carteiro / entregador, Ithamar Enriquez e Victoria Blade como residentes escalados como os atores dos comerciais, Emma Caulfield Ford como Sarah Proctor, esposa de Harold que interpreta "Dottie Jones", uma "mãe cética que governa a vizinhança com punho de ferro e sorriso envenenado" e David Payton como John Collins, que interpreta "Herb". Josh Stamberg também aparece como o diretor interino da S.W.O.R.D., Tyler Hayward, junto com Alan Heckner e Selena Anduze como os agentes da S.W.O.R.D., Monti e Rodriguez e Julian Hilliard e Jett Klyne como os filhos de Wanda e Visão, Billy e Tommy, respectivamente.
As estrelas convidadas adicionais incluem Jolene Purdy como Isabel Matsueda, que interpreta Wanda e a vizinha de Visão, "Beverly"; Zac Henry, dublê frequente do UCM, como Franklin, um agente da S.W.O.R.D. que entra na realidade de Wanda como apicultor; Randy Oglesby como "Stan Nielson", o médico em Westview; Wesley Kimmel e Sydney Thomas como o menino e a menina nos comerciais; e Kate Forbes como a mãe de Agatha, Evanora Harkness. Ilana Kohanchi e Daniyar interpretam os pais de Wanda, Iryna e Olek Maximoff, respectivamente, enquanto Gabriel Gurevich interpreta uma versão jovem de seu irmão Pietro.

## Episódios
| Temporada | Temporada | Episódios | Episódios | Originalmente exibido | Originalmente exibido |
| Temporada | Temporada | Episódios | Episódios | Estreia da temporada  | Final da temporada    |
| --------- | --------- | --------- | --------- | --------------------- | --------------------- |
|           | 1         | 9         | 9         | 15 de janeiro de 2021 | 5 de março de 2021    |

## Produção

### Desenvolvimento
Em setembro de 2018, o Marvel Studios estava desenvolvendo várias séries limitadas para o serviço de streaming da Disney, sua empresa-mãe, Disney+, centradas em personagens coadjuvantes dos filmes do Universo Cinematográfico da Marvel (UCM) que não haviam estrelado seus próprios filmes, como Wanda Maximoff. Os atores que retrataram os personagens dos filmes deveriam reprisar seus papéis na série limitada, incluindo Elizabeth Olsen como Wanda. Esperava-se que a série tivesse de seis a oito episódios cada, tendo um "alto orçamento [rival] como o de uma grande produção em estúdio" e seja produzida pelo Marvel Studios em vez da Marvel Television, que produziu séries de televisão anteriores do UCM. O presidente do Marvel Studios, Kevin Feige, assumiu um "papel prático" no desenvolvimento de cada série, concentrando-se na "continuidade da história" com os filmes e "remanejando" os atores que reprisariam seus papéis dos filmes. Brian Chapek, um executivo criativo da Marvel, começou a trabalhar em uma série de Wanda antes da co-produtora executiva Mary Livanos se juntar ao projeto em meados de 2018 e assumir o desenvolvimento da série. No final de outubro, esperava-se que o Visão de Paul Bettany tivesse um papel significativo na série, que se concentraria no relacionamento entre Wanda e Visão. Nos meses seguintes, os títulos Vision and The Witch Scarlet e The Vision and Scarlet Witch foram ambos sugeridos.
Feige teve a ideia de ter Wanda e Visão vivendo em um mundo de fantasia de "felicidade suburbana", baseado em seu amor por sitcoms e como eles podem ser usados para escapar da realidade. Quando ele estava se encontrando com possíveis roteiristas principais para a série, alguns acharam que seu elemento de sitcom proposto não funcionaria. Jac Schaeffer, que estava trabalhando em Black Widow (2021) na época, ouviu a premissa da série e ficou animada com ela. Ela teve uma reunião para apresentar suas ideias e foi contratada como roteirista principal em janeiro de 2019. Schaeffer foi escolhida para escrever o episódio piloto e ser produtora executiva da série. Em abril, Disney e Marvel anunciaram oficialmente a série com o título WandaVision e Matt Shakman foi contratado para dirigir e servir como produtor executivo em agosto. Feige também produziu executivamente ao lado de Louis D'Esposito e Victoria Alonso do Marvel Studios. Em vez de chamar a série de Wanda and Vision ou The Scarlet Witch and Vision, Feige se inspirou para usar um título composto como WandaVision depois de ver o título do filme BlacKkKlansman (2018), mas ele estava hesitante em usá-lo. Schaeffer insistiu em usar o título depois de ouvi-lo, sentindo que era o título perfeito para a série. Houve uma reação negativa quando o título foi anunciado, pois foi percebido como "o título mais tolo possível", mas Schaeffer sentiu que os espectadores mudariam de ideia assim que vissem a série. Feige disse que a série contaria a história de Wanda e Visão, mostraria todas as habilidades de Wanda, exploraria quem é o Visão e apresentaria o nome "Feiticeira Escarlate" para o UCM de maneiras divertidas, engraçadas e "um tanto assustadoras". Ele acrescentou que a série teria repercussões para o resto da Fase Quatro do UCM, mas disse que os espectadores não precisariam estar familiarizados com o UCM para entender a série. Ele achava que haveria uma "riqueza de recompensas" para aqueles que viram todos os filmes do UCM e sabiam os planos para a Fase Quatro.
A série foi descrita como parte sitcom, parte "épico da Marvel" por Feige, "super vanguarda e esquisita" por Paul Bettany, um "filme de ação completo" misturado com sitcoms por Teyonah Parris, e uma série que está "casando a ação épica de super-heróis com a tolice de uma sitcom de cidade pequena", pela co-produtora executiva Mary Livanos. Shakman estava "exclusivamente equipado" para dirigir tal série por causa de sua experiência na direção de séries como o drama psicológico Mad Men, a série de ação em grande escala Game of Thrones e sitcoms como It's Always Sunny in Philadelphia. Shakman também se sentiu mais qualificado para fazer WandaVision, já que era ator infantil em sitcoms dos anos 1980, como Just the Ten of Us. A série totaliza aproximadamente seis horas de conteúdo em nove episódios, que variam de um formato de comédia de meia hora a 50 minutos de duração. Durante o desenvolvimento da série, o orçamento para cada episódio foi relatado em até 25 milhões de dólares.

### Roteiro

#### Início e estrutura

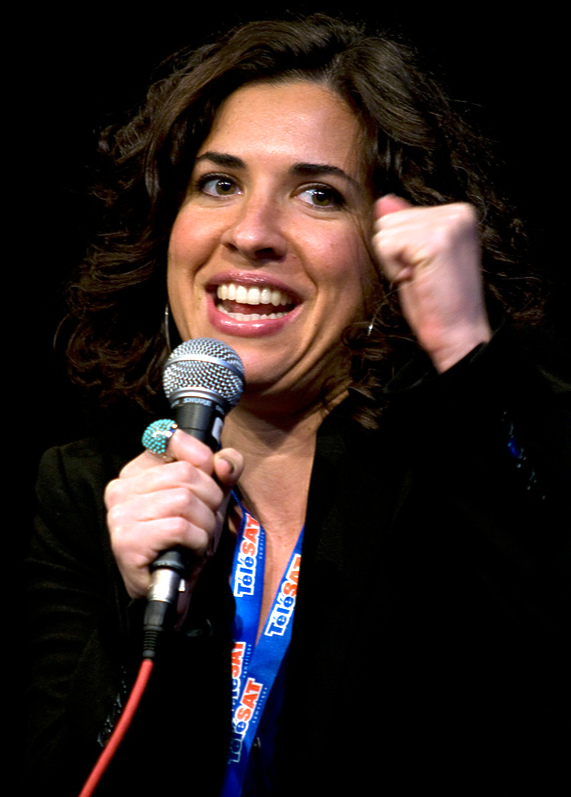
Jac Schaeffer criou WandaVision e atuou como roteirista principal da série

Grande parte da série se passa em uma sitcom fictícia chamada WandaVision. Schaeffer inicialmente recebeu material dos quadrinhos e um esboço do que a Marvel Studios esperava realizar com a série para que ela ajudasse a moldar suas ideias. Feige se inspirou visualmente pelas capas de "Norman Rockwell meets Leave it to Beaver" de Mike del Mundo para série de quadrinhos The Vision de Tom King e Gabriel Hernandez Walta, e apresentou a série para Olsen e Bettany como uma combinação dessa história em quadrinhos e do enredo de "Dinastia M" de Brian Michael Bendis e Olivier Coipel. Outra inspiração foi tirada da capa dura Scarlet Witch: Witches 'Road, o enredo "Avengers Disassembled" de Bendis e David Finch que precedeu "Dinastia M", o enredo "Vision Quest" de West Coast Avengers por John Byrne, e a história em quadrinhos The Vision and the Scarlet Witch de Bill Mantlo e Rick Leonardi, e de Steve Englehart e Richard Howell.
Feige, Schaeffer, Shakman e Livanos se dedicaram a "acertar" o tom irreverente da série. Schaeffer se inspirou no filme Thor: Ragnarok (2017), bem como na série Legion, baseada na Marvel Comics, sentindo que eles quebraram o molde do que as histórias da Marvel poderiam ser e eram ousadas, originais e "bananas". Ela sentiu que eles permitiam que WandaVision também fosse única e diferente, e observou que seria o oposto de seu trabalho em Black Widow, que se concentrava em ação visceral agressiva. Schaeffer contratou Gretchen Enders, Megan McDonnell, Bobak Esfarjani, Peter Cameron, Mackenzie Dohr, Chuck Hayward, Cameron Squires e Laura Donney para a sala dos roteiristas da série, um agrupamento de metade homens, metade mulheres e várias pessoas de cor, porque Schaeffer acreditava que "as histórias são melhores quanto mais perspectivas você tem". Ela disse que cada escritor tinha diferentes áreas de especialização que eles trouxeram para a série, e eles foram auxiliados por sua assistente Laura Monti e o assistente de redação geral Clay Lapari. Depois de começar como roteirista da equipe, McDonnell acabou sendo promovida a editora de histórias. Ao contrário de Schaeffer, muitos dos roteiristas tinham experiência anterior na televisão, o que a ajudou a elaborar cada episódio dentro da narrativa mais ampla; um dos desafios iniciais foi descobrir como contar a história na estrutura longa de uma série limitada, ao invés de um filme. Schaeffer disse que a série nunca poderia ter sido um filme porque precisava estabelecer sua realidade de sitcom com uma verdadeira estética televisiva antes que isso pudesse ser quebrado.
Schaeffer achou que a ideia central de Wanda ser responsável pela realidade da sitcom da série era um conceito simples e sentiu que seria mais atraente se fosse revelado por meio de um mistério. Isso é feito mostrando Wanda e Visão vivendo na realidade da sitcom nos primeiros três episódios antes do quarto episódio recontar esses eventos de uma perspectiva do mundo real para fornecer respostas para os telespectadores. Schaeffer indicou isso à Marvel iniciando a série com uma sitcom "aterrada" com "bordas desgastadas" de Além da Imaginação, seguido por um episódio da garrafa para explicar os primeiros eventos. Quanto tempo a série permaneceu na realidade da sitcom antes de revelar partes de seu mistério foi uma grande preocupação para Schaeffer. Após o "enorme despejo de informações" no quarto episódio, Schaeffer esperava que o público fosse capaz de vivenciar o resto da série como uma "jornada emocional e psicológica, ao invés de um mistério furtivo por todo o caminho". Ela apresentou o resto da série misturando elementos de sitcom e do mundo real até que o penúltimo episódio explora a história de Wanda e a criação da realidade da sitcom, concluindo em um grande final com o espetáculo de um filme do UCM. Ela comparou a série a uma história em quadrinhos com vários números e disse que permanecia muito próxima de sua proposta original, que foi estruturado para seguir os cinco estágios do luto, começando com a negação e terminando com a aceitação. Dez episódios foram planejados originalmente, mas isso foi retrabalhado em nove episódios para melhorar o "ritmo". Os títulos dos episódios vêm de frases apresentadas em promoções ou nos créditos de abertura de séries de televisão.

#### Personagens e universo
Depois de receber as ideias iniciais do Marvel Studios para a série, Schaeffer ajudou a descobrir o que significavam para os personagens. Shakman e Schaeffer assistiram a todas as filmagens do UCM existentes de Wanda e Visão, incluindo filmagens que não foram incluídas em filmes anteriores do UCM, como cenas não-editadas não utilizadas. Enquanto explorava essas filmagens, Schaeffer foi atraída por momentos mundanos dos personagens, como Wanda e Visão cozinhando paprikash em Captain America: Civil War (2016) e os dois desfrutando de seu tempo na Escócia em Avengers: Infinity War (2018). Schaeffer disse que havia admiração e sinceridade na dupla, e sentiu que a dinâmica familiar em um cenário de sitcom resultaria em um sentimento de calma e calor, apesar da premissa ridícula da série. Ela achou o par atraente porque ambos são estranhos que "se encontram. Ambos são diferentes com D maiúsculo".
WandaVision ocorre três semanas após os eventos de Avengers: Endgame e se passa na cidade fictícia de Westview, New Jersey, que recebeu esse nome porque continha as iniciais "W" e "V" e como uma referência à cidade natal de Feige, Westfield, New Jersey. A série explora como Wanda cresceu em um país do Leste Europeu e dependia de produtos americanos do mercado negro, como a televisão, desenvolvendo um amor pelos DVDs de comédias americanas que seu pai vendia. Schaeffer estava animada para usar a série para fazer comentários sociais enquanto contava uma história sobre personagem e luto, enquanto ela achou que a dor de Wanda era compreensível. Um conselheiro de luto foi consultado para a série e Shakman disse que toda a série era sobre Wanda aprendendo a processar e superar sua dor. Schaeffer estava empenhada em garantir que Wanda fosse retratada como uma personagem totalmente realizada na série, incluindo aspectos dela que não tinham sido muito vistos antes, como sua alegria e humor. Uma grande preocupação para Schaeffer, Livanos e os roteiristas era evitar um retrato de Wanda que a fizesse parecer louca ou fora de controle, como algumas de suas aparições em quadrinhos fizeram, e Schaeffer esperava que a série desse um "retrato nuançado de uma mulher muito complicada". Olsen acreditava que Schaeffer foi uma das primeiras roteiristas a trabalhar com Wanda, que entendeu "360° de [seu] mundo interior e exterior".
Ao introduzir o nome "Feiticeira Escarlate" como um título ligado à magia do caos e um destino predeterminado, a série foi capaz de definir ainda mais a magia no UCM além do que foi introduzido em Doctor Strange (2016) sem limitar muito a personagem de Wanda. Bruxaria, os julgamentos das bruxas de Salem e o que Schaeffer descreveu como "nosso tipo de versão americanizada e versão feminizada de bruxas e magia" foram todos novos acréscimos ao UCM, depois que Doctor Strange introduziu o que Schaeffer sentiu ser "mais magia masculina". A série também introduz a organização S.W.O.R.D. no UCM, mudando o nome dos quadrinhos, "Sentient World Observation and Response Department", para "Sentient Weapon Observation and Response Division". Isso se deve ao fato de a organização no UCM lidar com armas conscientes, como reconstruir o Visão original com o objetivo de transformá-lo em uma arma. Uma das agentes da S.W.O.R.D. vistas na série é a adulta Monica Rambeau, que foi apresentada ao UCM quando tinha onze anos em Captain Marvel (2019). De acordo com Olsen, o material para Rambeau estava sendo reescrito durante as filmagens enquanto o Marvel Studios trabalhava o que eles queriam fazer com a personagem em futuros episódios do UCM. Outros personagens existentes no UCM, Darcy Lewis e Jimmy Woo, foram adicionados à série pelo desejo de ter personagens fora do Hex com experiência em ciência e aplicação da lei, respectivamente. Os rascunhos iniciais dos primeiros episódios tinham mais história de fundo para Darcy, que foi removida em favor do foco na base da S.W.O.R.D. fora do Hex, embora elementos dessas cenas tenham sido adicionados em episódios posteriores. Os filhos de Wanda e Visão, Billy e Tommy, são apresentados na série e passam grande parte dela aos 10 anos de idade. Shakman disse que nunca houve planos de envelhecer os personagens até a idade que eles tem na equipe dos Jovens Vingadores, já que isso privaria Wanda de mais tempo com eles.
WandaVision prepara diretamente para Doctor Strange in the Multiverse of Madness (2022), em que Olsen reprisa seu papel como Wanda. Schaeffer disse que Feige lidou com todas as conexões entre os projetos do UCM, mas ela e Shakman tiveram conversas com as equipes criativas de Multiverse of Madness e Spider-Man: No Way Home (2021), bem como outras séries do Marvel Studios do Disney+, para discutir as conexões entre as histórias e para garantir uma transferência sem esforço de WandaVision para os filmes. Livanos se encontrou com os produtores executivos de Loki Stephen Broussard e Kevin Wright e com o produtor executivo What If...?, Brad Winderbaum, para estabelecer um "livro de regras" para o multiverso, suas ramificações de linhas do tempo e eventos nexus. Benedict Cumberbatch foi confirmado para reprisar seu papel como Dr. Stephen Strange no episódio final da série, mas retirado do roteiro para evitar que ele desviasse o foco de Wanda. O roteiro de Multiverse of Madness teve que ser reescrito para acomodar essa mudança, com o roteirista Michael Waldron trabalhando com Schaeffer para fazer isso.

#### Influências de sitcom
Shakman e Schaeffer disseram que WandaVision era "uma carta de amor para a era de ouro da televisão", embora homenageie muitas comédias norte-americanas antigas. Eles se concentraram em sitcoms familiares ao invés de outros tipos, como sitcoms no local de trabalho, porque o aspecto familiar manteve a série centrada e porque Wanda está procurando uma família devido a suas experiências anteriores. Schaeffer e Shakman estudaram sitcoms antigass para aprender seus "ornamentos e estilos", enquanto evitavam tropos de sitcoms mais antigas que não seriam aceitáveis em uma série moderna. Schaeffer, Shakman e Feige conversaram com Dick Van Dyke, a estrela da sitcom dos anos 1960, The Dick Van Dyke Show, para aprender sobre o desenvolvimento da série.  Outras sitcoms que inspiraram a série incluem I Love Lucy, My Three Sons, Papai Sabe Tudo, The Adventures of Ozzie and Harriet, A Feiticeira, The Brady Bunch, Family Ties, Out of This World, Malcolm in the Middle, Modern Family e The Office. Meta-referências são usadas para Três é Demais, que estrelou as irmãs mais velhas de Olsen, Mary-Kate e Ashley. Antes do foco em sitcoms familiares, um episódio da série foi baseado em The Mary Tyler Moore Show e teria explorado o equilíbrio entre a vida profissional e pessoal de Wanda. Olsen sentiu qual década de sitcom estava sendo explorada em cada episódio, e os tropos dessa década que foram destacados foram especificamente escolhidos para se conectar a onde os personagens estavam na história maior. Cada episódio foi criado para capturar os elementos-chave de cada período de tempo e como as sitcoms e o público evoluíram com o tempo. Por exemplo, o primeiro episódio que homenageou The Dick Van Dyke Show, que foi exibido do final dos anos 1950 ao início dos anos 1960, deveria ter um período geral dos anos 1950. As mudanças entre as décadas são explicadas na série por mudanças dentro do programa fictício WandaVision, que Wanda está inicialmente fazendo inconscientemente quando algo dá errado naquela realidade. Mais tarde, ela faz essas mudanças conscientemente. Parte da proposta inicial de Schaeffer para a série foi vincular as mudanças da década à xenofobia dos vizinhos do casal, como foi visto em algumas das aparições dos quadrinhos dos personagens, com os vizinhos se tornando mais agressivos a cada década até expulsarem Wanda e Visão da cidade. O relacionamento com os vizinhos acabou sendo retratado de uma forma mais sutil, que Schaeffer achou mais assustadora, com elementos de horror psicológico.
A sitcom fictícia apresenta comerciais falsos que são "ligeiramente nefastos", que Feige disse que eram "parte das verdades do programa que começam a vazar". Ele sentiu que os novos espectadores do UCM iriam ver isso como versões estranhas de comerciais de diferentes épocas de sitcom, enquanto os espectadores bem informados do UCM seriam capazes de ver conexões nos comerciais com eventos anteriores. Vários comentaristas acreditaram que os comerciais eram analogias para eventos traumáticos na vida de Wanda, que Schaeffer reconheceu. Shakman disse que os comerciais eram uma forma de apresentar a história de Wanda e um acréscimo temático à série, e sentiu que seu conteúdo e inclusão estavam abertos à interpretação, enquanto Schaeffer disse que eles estavam ligados ao subconsciente de Wanda e ao amplo UCM de uma forma aberta. Ela acrescentou que eles deram à série uma estrutura e um ritmo que era "parte da estética da sitcom". Uma versão inicial dos comerciais tinha "mais uma agenda e uma função na trama", com vários comerciais por episódio também considerados. Quando o Doutor Estranho foi planejado para aparecer na série, os comerciais teriam sido suas tentativas de alcançar Wanda através da realidade do sitcom. Ele teria aparecido no comercial farmacêutico Nexus em uma participação "piscou-perdeu" como o farmacêutico, antes de sua aparição completa no final.

### Elenco

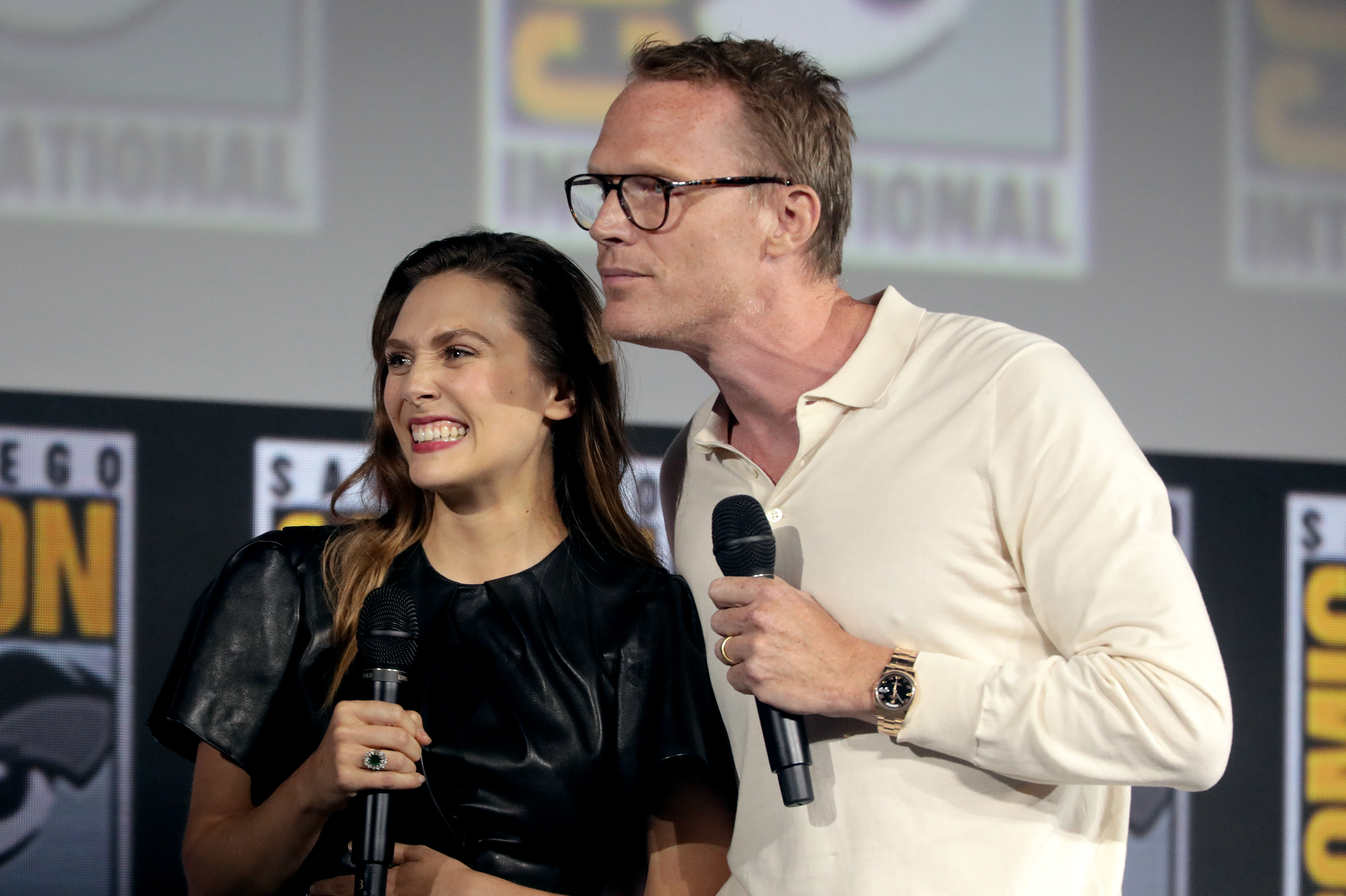
Elizabeth Olsen e Paul Bettany na San Diego Comic-Con International de 2019

Com o anúncio oficial da série em abril de 2019, veio a confirmação de que Olsen e Bettany iriam reprisar seus papéis de Wanda e Visão, respectivamente, na série. Bettany concordou em se juntar ao projeto após se encontrar com Feige e D'Esposito, que lançaram uma ideia "emocionante e maluca" para o retorno de seu personagem na série. Olsen estava inicialmente nervosa com a mudança da Marvel para a televisão e como ela poderia se conectar com os filmes, mas ficou animada quando soube do envolvimento de Schaeffer, bem como das histórias em quadrinhos que inspiraram a série.
Teyonah Parris foi anunciada como parte do elenco no papel de Monica Rambeau em julho de 2019. Rambeau foi apresentada no UCM como uma garota de onze anos em Captain Marvel, que se passa em 1995; Akira Akbar retratou a personagem no filme. A personagem aparece pela primeira vez em WandaVision como "Geraldine" dentro da realidade da sitcom, e Schaeffer tinha a impressão de que Parris seria anunciada como interpretando "Geraldine", a fim de manter a personagem revelando uma surpresa. Um mês depois, na convenção bienal da Disney D23, Kat Dennings e Randall Park foram escolhidos para reprisar seus respectivos papéis dos filmes como Darcy Lewis e Jimmy Woo. Dennings apareceu anteriormente nos filmes Thor (2011) e Thor: The Dark World (2013), e ficou surpresa e emocionada ao ser trazida de volta ao UCM para WandaVision depois de tantos anos. Park se juntou à série após uma reunião geral com a Marvel para discutir o futuro de Woo no UCM, após sua introdução em Ant-Man and the Wasp (2018). Schaeffer sentiu que era divertido apresentar Dennings e Park na série, já que ambos eram atores veteranos de sitcom, anteriormente estrelando 2 Broke Girls e Fresh Off the Boat, respectivamente.
Também na D23, Kathryn Hahn foi anunciada no elenco no papel de Agnes, vizinha de Wanda e Visão. Hahn ficou fascinada com o "suspiro de magia humana" no UCM, e teve uma reunião geral com o Marvel Studios, já que o estúdio também estava interessado em trabalhar com ela. Pouco depois, a Marvel sugeriu Hahn para o papel de Agnes para Schaeffer e Shakman, e eles concordaram que deveriam escalá-la para o papel. Vários dias após a reunião geral, eles contataram Hahn sobre a série e ela disse que "não poderia ter sonhado com um papel mais legal", em parte devido aos elementos de sitcom. O sétimo episódio da série revela que "Agnes" é na verdade a personagem da Marvel Comics, Agatha Harkness.
O trailer oficial da série revelou que Fred Melamed e Debra Jo Rupp apareceriam na série, retratando Todd e Sharon Davis. Eles aparecem como os vizinhos de Wanda e Visão, "Sr. e Sra. Hart", dentro do programa fictício WandaVision. Rupp já teve um papel de longa data na sitcom That '70s Show e estava confortável com o estilo de sitcom de WandaVision. Ela foi convidada a se juntar à série por Shakman, com quem ela havia trabalhado no Geffen Playhouse, onde Shakman é o diretor artístico. Da mesma forma, Shakman e Schaeffer ofereceram a Melamed o papel sem que ele fizesse um teste, e ele aceitou o papel porque estava interessado na ideia da série. O quinto episódio da série apresenta Evan Peters como uma "rescalação" de Pietro Maximoff, irmão de Wanda. Pietro foi retratado anteriormente no UCM por Aaron Taylor-Johnson, enquanto Peters interpretou uma versão diferente do personagem chamado Peter Maximoff na série de filmes dos X-Men da 20th Century Fox. Schaeffer revelou que "demorou um pouco" para saber se Peters seria capaz de fazer parte da série e notou que os criativos não teriam um plano secundário se não pudessem usá-lo. O "nome real" do personagem é revelado como Ralph Bohner no final.
Emma Caulfield Ford foi escalada em outubro de 2019 como Sarah Proctor, que interpreta "Dottie Jones" no programa WandaVision, após ser abordada por Schaeffer para uma audição para o papel; elas trabalharam juntos anteriormente no filme Timer (2009). Ford disse que ela foi escalada em parte para ajudar a atrair fãs do gênero que a teriam reconhecido por seu papel em Buffy, a Caça-Vampiros, e seu envolvimento também pretendia ser uma pista falsa para os mistérios da série. Asif Ali foi revelado no elenco da série em outubro de 2020, como Abilash Tandon, que interpreta o colega de trabalho de Visão, "Norm", assim como Jolene Purdy, escalada como Isabel Matsueda, que interpreta a vizinha de Wanda e Visão, "Beverly".

### Design

#### Cores e cenários
WandaVision foi a primeira produção a ter seu trabalho intermediário digital (ID) concluído no novo departamento de cores do Marvel Studios, comandado por Evan Jacobs. Shakman e o diretor de fotografia Jess Hall começaram a trabalhar com esse grupo antes das filmagens para determinar a aparência de cada período de sitcom que a série estava tentando reproduzir. Shakman e Hall reuniram uma coleção de imagens de programas existentes que influenciaram o enquadramento, composição e cor de cada ambientação de sitcom, e Hall criou uma paleta de cores específica de 20 a 30 cores para cada episódio com base nessas imagens de referência para que pudesse controlar a "integridade visual na cor de cada episódio", processo que havia utilizado anteriormente para o filme A Vigilante do Amanhã: Ghost in the Shell (2017). Hall trabalhou com Josh Pines da Technicolor SA para criar 23 tabelas de lookup diferentes para traduzir cores no visual final durante o processo de ID, e trabalhou com o desenhista de produção Mark Worthington e a figurinista Mayes C. Rubeo para garantir que os cenários e os figurinos de cada episódio combinassem com suas paletas de cores. Shakman disse que havia uma progressão de cor entre cada episódio da série, e certas cores foram cuidadosamente usadas, como o vermelho, que é importante para Wanda e Visão.
Worthington fez cenários para a casa de Wanda e Visão em cada época, e pretendia que ela se parecesse com uma casa com o mesmo layout básico que foi construída na década de 1950 e renovada a cada década. Alterações foram feitas conforme necessário, como adicionar o berçário para o terceiro episódio, com objetos dentro da casa também atualizados a cada década junto com o estilo do Buick vermelho de Wanda. Para a S.W.O.R.D. fora da realidade da sitcom, Worthington usou a NASA como inspiração já que a S.W.O.R.D. é uma agência espacial, mas queria criar a versão do UCM dela. Ele disse que haviam algumas semelhanças com os cenários usados para a S.H.I.E.L.D., mas as duas agências têm funções diferentes, então ele queria diferenciá-las. Worthington acrescentou que a base da S.W.O.R.D. fora de Westview foi construída em um campo que era frio e exposto ao clima, enquanto os palcos de som para os cenários de sitcoms eram quentes e secos, o que ajudou a diferenciar o mundo ideal de sitcom da realidade externa. Worthington e a decoradora de cenários Kathy Orlando adquiriram itens domésticos e móveis apropriados para a época em lojas de segunda mão em Atlanta, Geórgia. O designer de objetos Russel Bobbit trabalhou anteriormente no filme Pleasantville - A Vida em Preto e Branco (1998), com o qual Shakman disse que a série tinha uma "conexão espiritual" junto com O Show de Truman (1998).

#### Figurino
A figurinista Mayes C. Rubeo disse que é raro uma peça única de mídia progredir por tantas décadas diferentes sem que seus personagens envelheçam, e notou que os trajes das várias sitcoms que estavam sendo emulados pela série não eram necessariamente o que estava sendo usado na época, então ela estava reproduzindo os visuais dessas séries ao invés das próprias décadas. Cerca de 80% dos trajes de época foram feitos para a série para caber nos atores, com o restante comprado ou alugado em "casas [de fantasias] especiais" e coleções que conheciam os tecidos usados nas décadas de 1950 e 1960 e como as roupas eram construídas naquela época. Olsen gostava de explorar como as mulheres eram vistas na sociedade em cada década por meio dos trajes de Wanda. A cabeleireira Karen Bartek criou 22 perucas para a série para representar as diferentes épocas dos anos 1950 aos anos 1980, o que permitiu que essas diferentes épocas fossem filmadas em um dia sem a necessidade de remodelar o cabelo dos atores.  Rubeo adicionou um elemento verde-azulado a cada um dos trajes de Dennings para combinar com a cor dos olhos da atriz.
Wanda ganha um novo traje de super-herói no final da série, quando assume o manto da Feiticeira Escarlate. Este traje foi desenhado pela equipe de desenvolvimento visual de Andy Park do Marvel Studios, e Rubeo trabalhou com a Ironhead Studios para criá-lo. Ela explicou que os criativos queriam que o traje fosse mais maduro e "envelhecido" do que os trajes anteriores de Wanda, reconhecendo o que a personagem passou no UCM até agora. Eles também queriam que fosse menos revelador e não incluísse um espartilho ou meia-calça, como Olsen já havia expressado preocupação com seu traje de "espartilho decotado" dos filmes e o fato de que ela era a única super-heroína feminina no UCM com uma roupa tão reveladora; Olsen foi consultora do design do novo traje. Shakman disse que o maior elemento de discussão era a tiara, que eles inicialmente pensaram que deveria ser menor do que nos quadrinhos. No final das contas, eles decidiram "ir até o fim ou desistir" com a tiara, que é descrita como criada de energia mágica, antes de Wanda usar sua magia de criação para transformá-la em uma tiara sólida. Rubeo trabalhou com a empresa de calçados Jitterbug Boy para criar as botas para o traje de Wanda.
Para sugerir ao longo da série que Agnes é realmente Agatha Harkness, Rubeo desenhou uma medalha com três bruxas que a personagem usa como um broche em cada episódio, exceto quando ela está com equipamento de aeróbica em "On a Very Special Episode...", já que Rubeo não conseguiu encontrar uma forma natural de integrar o broche com aquele traje. Para o verdadeiro traje de bruxa de Agatha, Rubeo quis adicionar ao mistério da personagem, dando a ela um vestido feito de 10 camadas de tecido, cada uma com uma cor e textura diferente. Hahn trabalhou com Rubeo no figurino e disse que a intenção era homenagear a aparência da personagem dos quadrinhos, mas com um "visual moderno em cima".

#### Títulos
Os créditos finais da série foram criados pela Perception e começam com um visual "por favor, aguarde" no estilo dos episódios da era da sitcom. Isso é seguido por close-ups da filmagem do episódio em uma tela de televisão, que a câmera então empurra para mostrar os pixels RGB que formam as imagens da televisão. Os pixels são renderizados como hexágonos, como uma referência às habilidades do hex de Wanda e ao nome informal "The Hex" que é dado à realidade do sitcom. Os pixels formam vários elementos da série, incluindo a casa de Wanda e Visão, o bebê móvel e a Torre de água de Westview, que é uma reminiscência do estilo de arte em "Dinastia M". Os pixels são então interrompidos por um único pixel vermelho que representa o "mundo de Wanda desmoronando ao seu redor", antes de formar duas alianças de casamento no final da sequência, já que a série é "em sua essência uma história de amor". Charles Pulliam-Moore, do io9, sentiu que os créditos eram "inegavelmente Marvel no sentido da tela grande", embora WandaVision estivesse "abraçando" seu formato de série de streaming.
A Perception também criou muitos dos créditos de abertura no estilo sitcom para a série, com Shakman dizendo que muito trabalho foi feito para criar cada abertura para ser o mais autêntico possível em cada época, porque os criativos "sabiam que eram uma parte fundamental da narrativa". O trabalho adicional da Perception incluiu gráficos para os comerciais falsos, baseados em comerciais reais de diferentes épocas de sitcom; títulos e efeitos de fumaça para a sequência de Agatha All Along; cartões localizadores na tela; e duas novas transições para o logotipo do Marvel Studios (em preto e branco e uma proporção de aspecto de 4: 3 para o primeiro episódio, e em fumaça roxa para a história de Salem de Agatha em "Previously On").

### Filmagens
As filmagens começaram no início de novembro de 2019, no Pinewood Atlanta Studios em Atlanta, Geórgia, com direção de Shakman e Jess Hall atuando como diretor de fotografia. A série foi filmada sob o título provisório de Big Red. Os atores passaram pelo "campo de treinamento" de sitcom antes das filmagens, assistindo a episódios de sitcoms antigas para ajudar a aprender o tom e o estilo de cada época, bem como as diferentes abordagens da comédia. A treinadora de dialeto, Courtney Young, ajudou os atores a falarem como pessoas de cada época, mesmo observando os costumes de cada década. Bettany sentiu que a abordagem da série foi inteligente, já que precisava fazer seis horas de conteúdo com um orçamento semelhante a um filme do UCM de duas horas e meia. Isso incluiu a filmagem de conteúdo de diferentes episódios ao mesmo tempo, embora Shakman tenha tentado filmar cronologicamente para ajudar os atores com a progressão nas eras das sitcoms.
O primeiro episódio da série foi filmado por dois dias em preto e branco, e teve uma platéia de estúdio presente, para imitar a filmagem de sitcom nos anos 1950. Uma proporção de aspecto de 4:3 também é usada para as cenas em preto e branco e Shakman gostou de experimentar a proporção de aspecto com base na narrativa. As cenas ambientadas fora do Hex usaram a proporção cinematográfica de 2: 40: 1 de muitos filmes do UCM. Shakman queria garantir que os elementos da sitcom nunca parecessem uma paródia, mas fossem tão autênticos quanto possível, já que eles estavam "criando esses mundos que Wanda criou para escapar" de sua dor e eram reais para ela. Hall usou câmeras Arri Alexa 4K HDR em toda a série para criar um visual coerente para a história, e para tornar mais fácil alternar entre diferentes décadas de sitcom sem a necessidade de alterar a configuração da câmera; Toques específicos da era, como lentes de câmera adequadas ao período, iluminação e efeitos especiais ao vivo, foram usados para diferenciar as configurações do período. Hall usou 47 lentes de câmeras diferentes para os sete períodos de tempo em WandaVision, muitas das quais eram lentes modernas modificadas de forma personalizada para manter características das lentes de período. As lentes personalizadas apropriadas para o período foram usadas nos primeiros três episódios, junto com o quinto, enquanto Hall usou as lentes Ultra Panatar, que foram usadas em Avengers: Infinity War e Avengers: Endgame, para todas as cenas fora da realidade do Hex. Luzes de tungstênio foram usadas principalmente nos episódios dos anos 1950 aos 1970, já que eram as luzes da época, com a iluminação LED usada a partir dos episódios dos anos 2000, quando começaram a ser usados para sitcoms reais. Shakman usou lentes, iluminação e design de som inspirados em Além da Imaginação para mudar o clima nos momentos em que algo dá errado com a ilusão de Wanda.
As filmagens locais ocorreram na área metropolitana de Atlanta ao longo de dezembro de 2019 e fevereiro de 2020. Uma festa de encerramento das filmagens da série ocorreu em 1º de março, antes de um hiato planejado de quatro semanas, mas toda a produção foi interrompida em 14 de março devido à pandemia de COVID-19. As filmagens foram retomadas em Los Angeles em setembro de 2020 com rigorosos protocolos de segurança de COVID-19 em vigor, para completar o backlot e as filmagens externas necessárias para a série. Olsen achou difícil retomar a produção depois de ficar isolada durante o fechamento, enquanto Bettany não gostou dos protocolos de segurança que obrigavam os atores a retornar aos trailers quando não estavam filmando, o que ele sentiu removendo muito da camaradagem entre o elenco e a equipe. As filmagens externas para Westview aconteceram na Blondie Street no Warner Bros. Ranch em Burbank, Califórnia, onde sitcoms antigas também foram filmadas. Shakman sentiu que o lote atrás da Blondie Street tinha "aquele estranho senso de falsidade" que nenhuma rua da vida real poderia reproduzir. As filmagens para a praça da cidade de Westview foram originalmente planejadas para o lote da Universal Studios perto da Blondie Street, mas isso não pôde acontecer devido à programação e à pandemia, então as filmagens dessas cenas aconteceram no Golden Oak Ranch. A produção da série terminou em meados de novembro, com Olsen filmando juntamente com Doctor Strange in the Multiverse of Madness.

### Edição
Quando a produção foi interrompida devido à pandemia, a Marvel levou cerca de um mês para descobrir a logística do trabalho remoto. A pós-produção continuou com as filmagens existentes, que informou a Shakman de como abordar algumas coisas de forma diferente, uma vez que as filmagens começaram novamente, embora a série não tenha sido alterada criativamente por isso. A pós-produção continuou após o recomeço das filmagens e Shakman disse que trabalhar em todas as etapas do processo ao mesmo tempo parecia "esquizofrênico". Tim Roche, Zene Baker e Nona Khodai atuaram como editores, e cada um trouxe uma experiência diferente para o projeto: Baker editou anteriormente Thor: Ragnarok; Khodai trabalhou anteriormente na série de super-heróis The Boys; e Roche veio de uma série de comédia de edição de fundo sem efeitos visuais. Os editores concordaram em tratar a série como um filme do UCM, pois sabiam que o Marvel Studios não "recorreria a táticas de economia de dinheiro de [série de televisão padrão] para um programa como este", e Baker disse que editar a série não era diferente de editar Ragnarok.
Os editores não tiveram reuniões formais para discutir o tom da série, mas trabalharam juntos nas questões. Roche sentiu que o tom da série era mais interessante quando os elementos da sitcom e do UCM foram misturados, como quando o Visão descobre anomalias em Westview durante "All-New Halloween Spooktacular!". Mudanças de proporção de aspecto foram criadas durante a pós-produção para dar a Shakman controle sobre a duração das transições, com algumas das mudanças de proporção de aspecto anteriores passando por muitas variações para encontrar o melhor comprimento e estilo, e ter uma impressão maior no público. As transições em episódios posteriores às vezes são apenas um corte direto de uma proporção para outra, contando mais com a música e o som para mostrar a mudança. Algumas cenas foram reorganizadas para evitar mudanças entre as proporções de aspecto muitas vezes e desviar a atenção da história. Um dos elementos mais discutidos da edição foi o uso de uma trilha de risadas, e os criativos trabalharam com um especialista para explicar como as trilhas de risadas mudaram ao longo do tempo, o que influenciou o design de som.
A empresa de pré-visualização, The Third Floor, Inc., adicionou efeitos temporários às sequências editadas como um guia para fornecedores de efeitos visuais. Eles também foram enviados para a equipe de ID para finalizar a coloração das tomadas antes que os efeitos visuais fossem concluídos, o que Baker disse ser incomum e feito para economizar tempo, mas não teve muito efeito no cronograma da produção. Todos os editores trabalharam nos títulos de abertura da sitcom e nos falsos comerciais de seus episódios, bem como nos segmentos de "anteriormente em WandaVision" que iniciam cada episódio. Estes últimos têm algumas diferenças em relação aos episódios que estão recapitulando, como diálogos ligeiramente diferentes, que brincam com a manipulação da realidade por Wanda. Os episódios posteriores não foram concluídos quando os primeiros começaram a ir ao ar, então os editores puderam ver as teorias dos fãs sobre a série enquanto ainda estavam trabalhando nela. Isso os fez questionar algumas de suas decisões, mas não havia tempo para que isso tivesse qualquer efeito criativo em seu trabalho. A edição do episódio final foi concluída duas semanas antes de ir ao ar.

### Efeitos visuais
Tara DeMarco atuou como supervisora de efeitos visuais de WandaVision com fornecedores de efeitos visuais para a série, incluindo Digital Domain, Framestore, Industrial Light & Magic, Lola VFX, Monsters Aliens Robots Zombies (MARZ), RISE, Rodeo FX, SSVFX, The Yard VFX e Zoic Studios. A série tem 3.010 tomadas de efeitos visuais, mais do que as 2.496 em Avengers: Endgame, embora DeMarco tenha notado que a série é mais longa que Endgame e que o filme teve muitos efeitos que eram muito mais complexos do que muitos daqueles vistos em WandaVision. Os criativos tentaram manter o número de efeitos visuais em cada episódio ao mínimo até os episódios dos anos 2000, onde fazia sentido permitir efeitos visuais mais prevalentes devido à tecnologia disponível na época; cada episódio tem mais planos de efeitos visuais do que o anterior, levando ao "grande final da Marvel" no último episódio. Para os três primeiros episódios, efeitos visuais contemporâneos foram usados para aumentar os efeitos práticos no set e replicar outros efeitos específicos do período.
DeMarco se inspirou no quadrinho Scarlet Witch: Witches 'Road para o visual da magia de Wanda e Agatha na série. A magia de Wanda foi criada com base nos movimentos das mãos de Olsen no set, com a equipe de efeitos visuais deixando-a criar os movimentos que ela queria e então adicionar "algo de bom gosto com as mãos que não distraia sua performance". O visual de sua magia inicialmente corresponde à mesma energia vermelha que foi vista nos filmes, mas se torna um vermelho mais escuro e rico quando ela começa a usar a magia do caos, indicando que é mais poderosa. Este visual foi desenvolvido com a Digital Domain, que trabalhou principalmente no episódio final e contribuiu com 350 tomadas de efeitos visuais ao longo de 14 meses. A Framestore, que trabalhou em 99 tomadas de efeitos visuais para a série, desenvolveu o visual da magia de Agatha, que é uma versão roxa da magia de Wanda com uma textura preta semelhante a tinta adicionada para torná-la mais maligna. A Mr. X contribuiu com 152 tomadas de efeitos visuais para as cenas dos dois episódios finais com o coven de bruxas.

O progresso dos efeitos visuais mostrando o processo de criação do Visão para a série (um exemplo em "Don't Touch That Dial"), retratando (da esquerda para a direita) Bettany no set usando um bald cap, maquiagem azul no rosto e marcadores de rastreamento; várias iterações dos marcadores de rastreamento sendo removidos e seções de seu rosto sendo substituídas por CGI; e o quadro final do episódio em preto e branco.

DeMarco usou a introdução do Visão em Avengers: Age of Ultron (2015), que foi criado principalmente pela Lola VFX, como a versão definitiva do personagem ao abordar seus efeitos visuais para WandaVision. Close-ups do personagem em Infinity War também foram referenciados. Bettany usou próteses sobre as orelhas para retratar o personagem nos filmes, mas elas foram substituídas por CGI na pós-produção e não foram realmente necessárias. Para a série, Bettany pediu para não usar as próteses para que pudesse ouvir melhor no set e ficar mais confortável. Em vez disso, ele usava um bald cap e maquiagem no rosto para combinar com a cor do Visão, com a cor azul usada para o Visão nos episódios em preto e branco, sugeridos pelo supervisor de efeitos visuais da Lola VFX, Trent Claus, com base em seu conhecimento da maquiagem usada para I Love Lucy. A segunda supervisora de efeitos visuais da série, Sarah Elm, se concentrou nos efeitos do Visão e soube quais partes do rosto de Bettany precisavam ser mantidas e substituídas para combinar com a aparência do personagem nos filmes, mantendo a atuação de Bettany. Vários fornecedores trabalharam no Visão para a série e foram autorizados a usar suas próprias metodologias para o personagem, desde que o resultado final fosse consistente. Eles geralmente usavam técnicas complexas de maquiagem digital e 3D para criar o personagem, com seções do rosto de Bettany substituídas por CGI em uma base tomada a tomada; os olhos, nariz e boca do ator eram geralmente os únicos elementos retidos. A pele do Visão precisava se mover para combinar com a performance de Bettany, e às vezes os reflexos da maquiagem eram mantidos para a versão digital, mas não era para parecer uma pele real com maquiagem e não tinha poros ou rugas. Lentes de contato digitais foram aplicadas sobre os olhos de Bettany para criar os "complexos gráficos radiais digitais" que os olhos do Visão possuem, embora eles não tenham sido adicionados nos três primeiros episódios para dar ao Visão uma aparência mais "saudável" durante os períodos de sitcom. Os artistas de efeitos visuais também tiveram que consertar manualmente os fundos ao redor da cabeça do Visão, já que ele tem uma cabeça mais estreita que a de Bettany e não tem orelhas. MARZ, SSVFX e Lola VFX foram os principais fornecedores do rosto do Visão na realidade da sitcom, enquanto a Digital Domain criou uma versão digital completa do personagem para o episódio final, que eles compartilharam com outros fornecedores para uso em episódios anteriores. Eles também criaram um modelo completo para o Visão Branco.
A Rodeo FX passou nove meses desenvolvendo os efeitos visuais para o limite do Hex e trabalhou em 348 tomadas na maioria dos episódios da série. DeMarco disse que o Hex foi feito para parecer feito de "linhas catódicas de velhas TVs de tubo e pixelização e muitos efeitos legais de aberração cromática RGB", com a fotografia que teve "a linguagem da televisão" também referenciada para o design. A Rodeo tentou usar a tecnologia de nuvem de pontos para criar o efeito, mas isso só funcionou bem para fundos escuros. O limite é inicialmente claro e difícil de ver, mas fica vermelho quando Wanda o atravessa em ""On a Very Special Episode..." para refletir sua raiva e reforçar que é uma barreira forte. A Rodeo também foi responsável pela sequência em que o Visão tenta deixar o Hex em "All-New Halloween Spooktacular!" e começa a se desintegrar, e a cena em que Rambeau entra no Hex e ganha superpoderes em "Breaking the Fourth Wall". A ILM cuidou da criação do Hex e do Visão em "Previously On" e também o efeito de desaparecimento deles em "The Series Finale". A Cantina Creative projetou e animou os gráficos para diferentes monitores e dispositivos, como a mesa holográfica da S.W.O.R.D.

### Música
Em janeiro de 2020, Christophe Beck anunciou que iria compor a trilha para a série, depois de compor anteriormente as trilhas de Ant-Man (2015) e Ant-Man and the Wasp (2018). Beck prestou homenagem às sitcoms em cada período por meio de sua instrumentação, estilo de composição e técnicas de gravação e mixagem específicas de cada período. Os episódios anteriores apresentam pequenos conjuntos orquestrais, com os episódios posteriores tendo um estilo mais pop-rock, e a música se tornando mais "difundida" conforme a série avança. Beck esperava também coincidir com os pontos de cada época de sitcom, mas descobriu que isso nem sempre funcionaria, devido ao público moderno que esperava mais músicas do que as sitcoms mais antigas poderiam ter incluído. Michael Paraskevas e Alex Kovacs co-compuseram a música da série, com Kovacs contratado devido à sua experiência com técnicas de orquestração mais antigas e música jazz que Beck achou útil ao escrever para os primeiros episódios da série. Beck estava mais confortável, uma vez que os episódios exigiam músicas inspiradas nas décadas de 1980 e 1990. Para ligar a música das diferentes épocas da sitcom, bem como a música mais tradicional para fora da realidade da sitcom, Beck compôs vários temas que são utilizados nos diferentes estilos, o que foi possível uma vez que sabia para onde a série e os personagens iriam desde o começo. Beck estava muito animado com a oportunidade de escrever um tema definitivo para Wanda que é ouvido durante os créditos finais da série, que ele esperava que outros compositores também usassem nas futuras aparições da personagem no UCM. Beck também escreveu um tema de amor para Wanda e Visão que ele disse que transmitiria sentimentos de amor, tragédia e tristeza, que ele comparou à música romântica que compôs para a série Buffy, a Caça-Vampiros.
Em dezembro, foi anunciado que Robert Lopez e Kristen Anderson-Lopez escreveram canções-tema para alguns episódios da série. Eles foram procurados para a série por Shakman em meados de 2019, que era amigo de Lopez na faculdade e eles já haviam trabalhado com Beck na trilha para a franquia Frozen. Para ajudar a vender a série para o casal, Shakman fez referência ao curta Too Many Cooks do Adult Swim, que o casal conhecia e disse ser uma de suas esquetes favoritas. O casal foi inspirado pelas canções-tema de sitcoms antigas, bem como pela música dos filmes de James Bond, do compositor Burt Bacharach e do pianista e compositor de jazz, Dave Brubeck. A fim de unir seus temas, Lopez e Anderson-Lopez criaram um tema de quatro notas que funcionou em cada um dos estilos de música-tema. O tema consiste em uma oitava, seguida de um trítono, também conhecido como "intervalo do diabo"; esta foi a sua maneira de dizer musicalmente que a série era um "grande swing de cores vivas ao mesmo tempo que era realmente inquietante". Lopez descreveu o tema como "uma espécie de chamada para WandaVision, facilmente identificável de alguma forma em cada música", que foi incorporado de maneiras diferentes a cada vez. A dupla usou seu conhecimento sobre sitcoms ao assisti-las enquanto cresciam e descobriram que a década de 1990 foi a era mais desafiadora para escrever uma música-tema, devido ao fato de ambos estarem na faculdade durante aquela década em que não tinham televisão, enquanto as dos anos 1980 eram suas favoritas. Anderson-Lopez acrescentou que foi desafiador garantir que os temas não estivessem "parodiando qualquer show", mas "evocassem todas as canções icônicas de uma década inteira e fossem próprias". Ela também achava que era seu trabalho com as canções-tema estabelecer o tom, o lugar e a hora dos episódios, em vez dos cartões de título fornecendo essas informações. O casal também cantou em muitas das canções-tema, algo que eles normalmente não fazem nas versões finais de suas canções, o que Anderson-Lopez atribuiu em parte à pandemia. Eles foram acompanhados por um grupo de cantores de apoio.
Beck escolheu alinhar o estilo e a instrumentação de algumas das músicas dos episódios às canções-tema desses episódios e tentou incluir temas das canções na trilha de fundo sempre que possível. Sua música foi gravada com uma orquestra de 75 músicos em Viena, e ele concluiu o trabalho na série em fevereiro de 2021. Os Álbuns da trilha sonora para cada episódio, incluindo a pontuação de Beck e as canções-tema de Lopez e Anderson-Lopez, foram lançados digitalmente pela Marvel Music e Hollywood Records de 22 de janeiro a 12 de março de 2021, uma semana após a estreia de cada episódio. Uma das canções-tema, "Agatha All Along", se tornou viral depois de aparecer em "Breaking the Fourth Wall", chegando ao número um na parada de trilha sonora do ITunes e alcançando o quinto lugar na parada dos 100 singles do iTunes. Também estreou na parada de vendas de canções digitais da Billboard no número 36.

## Divulgação

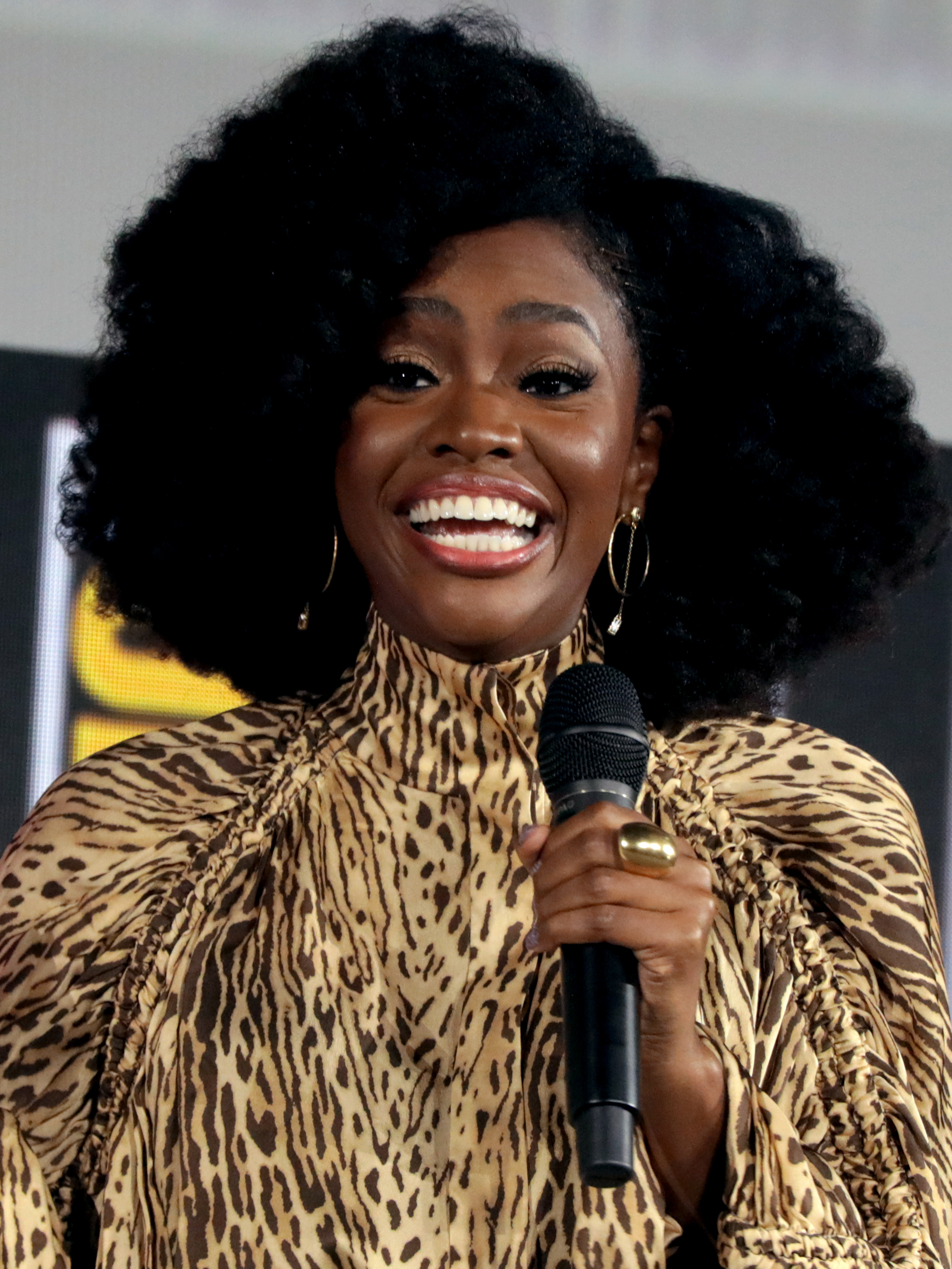
Teyonah Parris falando na San Diego Comic Con International de 2019, para "WandaVision", no Centro de Convenções de San Diego em San Diego, Califórnia.

A equipe de marketing da Disney concebeu sua campanha para a série cerca de um ano e meio antes de seu lançamento. Na D23 2019, um teaser da série, que combinava imagens de Wanda e Visão de filmes anteriores do UCM, foi mostrado com imagens da antiga série de comédia de televisão The Dick Van Dyke Show e Father Knows Best. A série foi promovida como parte do Expanding the Universe, um especial da Marvel Studios que estreou no Disney+ em 12 de novembro de 2019. Em dezembro, Feige mostrou a primeira imagem da série na Comic Con Experience. Vinnie Mancuso, do Collider, achou a imagem "muito interessante", destacando a coloração "preto e branco old-school". Um comercial da série e das séries do Marvel Studios do Disney+, The Falcon and the Winter Soldier e Loki, foi exibido durante o Super Bowl LIV. Dais Johnston, do site Inverse, observou referências visuais de sitcoms antigas no comercial, incluindo The Dick Van Dyke Show (1961-1966), Leave It to Beaver (1957-1963), A Feiticeira (1964-1972), A Família Sol-Lá-Si-Dó (1969 -1974), Roseanne (1988-1997), e Três é Demais (1987-1995). Eles pensaram que a série seria um "must-see" para os fãs da Marvel, bem como "para qualquer pessoa em busca de um hit de nostalgia: a estrutura que abrange uma era significa que qualquer um pode reviver os shows de sua infância". Julia Alexander, do The Verge, disse que a filmagem "não era muito", mas oferecia "vislumbres suficientes para provocar os fãs". Haleigh Foutch, do Collider, sentiu de todos os comerciais do Super Bowl, a Marvel "roubou o show inteiro". Ela ficou muito animada com o clipe de WandaVision de "aparência totalmente estranha e imprevisível".
O trailer oficial da série foi lançado em 20 de setembro de 2020, durante o Prêmios Emmy do Primetime de 2020. O trailer recebeu 55,7 milhões de visualizações online em 24 horas, incluindo 36,1 milhões no YouTube, 4,9 milhões no Facebook e 10,1 milhões no Instagram, o que se acredita ser o maior número de todos para um trailer de série de televisão de serviço de streaming. WandaVision também teve mais de 302.600 menções sociais, chegando ao trending no Twitter imediatamente, após um teaser ir ao ar durante o Emmy Awards antes do lançamento completo do trailer, que acabou em quarto lugar nos assuntos mais comentados do Twitter. O trailer ficou em segundo no trending no YouTube. Ethan Anderton, do /Film, observou que a filmagem no trailer "parece um dos projetos mais alucinantes da Marvel até hoje". Ele também notou aspectos mais alegres do trailer, como Visão vestindo uma fantasia de Halloween do figurino dos quadrinhos do personagem. Matt Patches do Polygon chamou o trailer de "uma piada, cheio de cores brilhantes e comportamento estranho", acrescentando que ainda deixava grande parte da série um mistério. Noah Dominguez, do Comic Book Resources, disse que o trailer "oferece bastante em termos de conteúdo" com "uma visão vívida de alguns dos truques visuais em exibição". Charles Pulliam-Moore, do io9, disse que o uso da música "Twilight Time" dos The Platters no trailer era "o mais assustador" de todas as suas características estranhas e sentiu que a edição do trailer criava "o efeito de passar rapidamente os canais de televisão em busca de algo bom para assistir". Richard Newby, do The Hollywood Reporter, descreveu o trailer como "cheio de informações" e sentiu que "dá aos fãs muito o que esperar, bem como alguns mistérios sobre os quais ponderar antes da estreia". Após a revelação de que atores dos filmes anteriores do Homem-Aranha apareceriam em Spider-Man: No Way Home, Graeme McMillan do, The Hollywood Reporter, viu o trailer oficial da série "sob uma nova luz", sugerindo que as diferentes versões de Wanda e Visão que aparecem na série foram por causa de Wanda "quebrar paredes entre diferentes realidades", o que poderia preparar para Doctor Strange in the Multiverse of Madness e Spider-Man: No Way Home.
No início de dezembro, seis pôsteres da série foram lançados diariamente, cada um representando uma década dos anos 1950 aos anos 2000. Pulliam-Moore observou que com cada novo pôster, "diferentes elementos mudam e se transformam, ambos refletindo a passagem do tempo e os desenvolvimentos da trama de WandaVision". O lançamento dos pôsteres foi seguido por um novo trailer que estreou na apresentação do Disney's Investors Day. Anderton observou para o /film que o trailer apresentava mais cenas não inspiradas em sitcoms do que as vistas anteriormente, com "muito para absorver". Chaim Gartenberg, do The Verge, chamou o novo trailer de "alucinante", enquanto Tom Reimann, do Collider, o descreveu como "deliciosamente estranho" e fez comparações com a história dos quadrinhos "Dinastia M". Tony Sokol, do Den of Geek, destacou o uso da canção "Daydream Believer", dos The Monkees, no trailer, acreditando que o título e a letra refletiam o estado de Wanda, embora ele tenha notado que a música se torna "quase irreconhecível sob camadas crescentes de estranheza psicodélica". O trailer recebeu 9 milhões de visualizações no YouTube. Os dois primeiros episódios da série Marvel Studios: Legends, lançada em 8 de janeiro de 2021, exploram Wanda e Visão usando cenas de suas aparições em filmes do UCM.
Incluindo os trailers mencionados, seus anúncios em outdoors, digitais, de televisão e de capa de revista geraram 2,14 bilhões de impressões. A empresa de análise RelishMix determinou que o alcance social da série dentro de seu "universo de mídia social" era de 263.000, o que era "anos-luz à frente da maioria dos programas de streaming". Os vários trailers, anúncios e entrevistas postados no YouTube atraíram mais reconhecimento e envolvimento para WandaVision, com a RelishMix observando que o conteúdo postado nos canais oficiais da Marvel, Disney e Disney+ foi postado novamente em canais de fãs. Levando até, e incluindo, a data de estreia da série, anúncios, "anúncios intersticiais de aparência especial, aquisições de marca conjunta, integrações gráficas no ar, integrações no programa e conteúdo de talento personalizado" apareceram em vários canais e recursos da Walt Disney Television, ESPN e Hulu, enquanto outdoors foram vistos em grandes cidades como Nova York e Los Angeles. Talentos e influenciadores receberam "uma caixa de jantar de TV que tinha uma bandeja de TV personalizada, conjunto de utensílios, bases para copos, copos e um jornal [personalizado] projetado para parecer um TV Guide vintage". Uma "grade de 'dobrar a realidade' nunca antes feita que se atualiza por conta própria" foi criada para a conta da série no Instagram, com a equipe de marketing da Disney, enviando cada postagem em uma ordem específica enquanto a conta era privada e arquivando-as. Depois que a conta se tornou pública, as diferentes postagens foram desarquivadas e re-arquivadas para mostrar uma grade diferente de imagens para cada episódio. Emojis personalizados no Twitter foram atualizados a cada semana, conforme WandaVision avançava ao longo das décadas.
Em janeiro de 2021, a Marvel anunciou seu programa "Marvel Must Haves", que revelou novos brinquedos, jogos, livros, roupas, decoração e outras mercadorias relacionadas a cada episódio de WandaVision todas as segundas-feiras de 18 de janeiro a 8 de março de 2021. Mercadorias adicionais de "Must Haves" foram reveladas em 10 de maio de 2021. Do final de fevereiro de 2021 até a conclusão da série no início de março, a Marvel fez parceria com o chef Justin Warner para lançar receitas de alimentos apresentados ou inspirados em cada episódio. Em junho de 2021, a Hyundai Motor Company lançou um comercial apresentando Olsen como Wanda, promovendo WandaVision e o Hyundai Tucson. O comercial foi produzido pela Marvel ao lado de comerciais semelhantes para The Falcon and the Winter Soldier, Loki e What If...?, e tinha como objetivo contar uma história ambientada "no mundo" na narrativa da série.

## Lançamento
WandaVision estreou em 15 de janeiro de 2021 no Disney+, com seus dois primeiros episódios. Os outros sete episódios foram lançados semanalmente até 5 de março. O Marvel Studios planejou originalmente lançar os três primeiros episódios simultaneamente, mas decidiu não fazer isso quando percebeu que o episódio final não seria concluído a tempo de seguir uma programação semanal. Eles também consideraram lançar a série inteira de uma vez, mas escolheram lançamentos semanais depois de ver o sucesso que a série do Disney+, The Mandalorian, teve com essa abordagem. Os episódios foram posteriormente estruturados com o lançamento semanal em mente, com Feige explicando que eles queriam que o público tentasse "adivinhar o que acontece a seguir, ter uma semana especulando ou assistindo novamente e construindo essa antecipação". Ele sentiu que assistir à série após o lançamento de todos os episódios seria uma "experiência igualmente divertida".
De acordo com Shakman, a série foi capaz de estrear logo após o término das filmagens porque o trabalho de pós-produção já havia começado durante o encerramento da produção da série devido ao COVID-19. Schaeffer sentiu que a série era "adequada para [ser lançada durante] este momento", em meio à pandemia, porque é um "reflexo de muito da ansiedade que estamos sentindo, e muito do pathos e caos de [2020], então parece muito certo para mim". Matt Miller, da Esquire, sentiu que WandaVision teve um "timing incrível" com seu lançamento, já que grande parte do público estava "fugindo coletivamente da nostalgia para lidar com uma pandemia e o caos geral do mundo real", semelhante ao que Wanda estava fazendo na realidade de Westview e disse que a série estava "comentando sobre a própria natureza e o propósito de consumir o entretenimento de quadrinhos". A série foi originalmente anunciada com lançamento no início de 2021, antes de ser movida para um lançamento para dezembro de 2020 em fevereiro de 2020. Em seguida, em novembro de 2020, foi movida de volta para o início de 2021. É a primeira série e o início da Fase Quatro do UCM.

## Recepção

### Audiência do público
WandaVision foi a estreia de série mais assistida do Disney+ em seu fim de semana de abertura, antes da segunda temporada de The Mandalorian, até que o Disney+ anunciou que foi superada pela estreia da série The Falcon and the Winter Soldier em março de 2021. Quando comparado a outras séries de streaming em cada semana de seu lançamento, WandaVision não teve o maior número de minutos visualizados usando as medições da Nielsen Media Research. Scott Mendelson, da Forbes, sentiu que isso poderia ser atribuído ao cronograma de lançamentos semanais de WandaVision e opinou que a Disney aceitou isso em troca das discussões e coberturas contínuas que o lançamento semanal deu a séries de eventos como Game of Thrones e The Mandalorian. De acordo com o provedor de análises, TVision, que conta os espectadores dos Estados Unidos em televisões conectadas que assistiram a pelo menos dois minutos em uma sessão de conteúdo por pelo menos cinco minutos, WandaVision foi o título mais visto de janeiro de 2021 em todos os principais serviços de streamings e publicidade de video on demand dos Estados Unidos. A série teve uma audiência indexada de 8.127, 81 vezes mais visualizações do que a série média medida pelo serviço.

### Recepção da crítica
| - 1.ª temporada (2021): Porcentagem de avaliações positivas rastreadas pelo site Rotten Tomatoes | |
|                                                                                                  | Esta página contém um gráfico que utiliza a extensão <graph>. A extensão está temporariamente indisponível e será reativada quando possível. Para mais informações, consulte o ticket T334940. |

O site agregador de críticas Rotten Tomatoes relatou um índice de aprovação de 91% com uma classificação média de 7,85 / 10, com base em 188 comentários. O consenso crítico do site disse: "Em parte homenagem amorosa à história da TV, em parte mistério fora de forma, WandaVision é um passo maravilhosamente estranho e surpreendentemente ousado para a telinha para o MCU - e uma vitrine perfeita para Elizabeth Olsen e Paul Bettany". O Metacritic, que usa uma média ponderada, deu uma pontuação de 77/100, com base em 40 críticas, o que indica "avaliações geralmente favoráveis".
Os três primeiros episódios foram liberados aos críticos para avaliarem a série antes de sua estréia e Rebecca Iannucci, da TVLine, deu a eles um "A", elogiando WandaVision por se desviar das expectativas de uma história do UCM. Daniel Fienberg, do The Hollywood Reporter, disse que foi "criativamente corajoso" para uma franquia focada em ação fazer uma "exploração pós-moderna das convenções de sitcom" que seus principais fãs podem não gostar. Shirley Li, do The Atlantic, elogiou as pequenas apostas da série e se concentrou na dor e no trauma de Wanda, dando a personagem a chance de processar a perda de uma forma que os filmes de super-heróis geralmente não permitem. Caroline Framke, escrevendo para a Variety, foi mais crítica da série, acreditando que seria muito confusa para fãs casuais e afirmando que não era tão boa em ser uma sitcom quanto a série que estava copiando. Ela preferia quando se concentrava em seus mistérios subjacentes. Dominic Patten, do Deadline Hollywood, também foi crítico, descrevendo-a como uma "piada dos baby boomers em busca de uma piada" e acreditando que as séries da Marvel Television na Netflix e Agents of S.H.I.E.L.D. da ABC eram melhores.
Muitos críticos elogiaram a recriação dos estilos e tropos de sitcom. Iannucci sentiu que WandaVision era capaz de encapsular perfeitamente as sitcoms que estava reproduzindo, e isso ajudou a tornar seus elementos misteriosos atraentes durante os três primeiros episódios. Richard Roeper, do Chicago Sun-Times, descreveu a série como um "tributo meticuloso e impressionante à evolução da sitcom americana" e deu a ela 3,5 de 4 estrelas, enquanto Melanie McFarland, do Salon, disse que a equipe criativa da série recriou as sitcoms com "admirável precisão" e elogiou especialmente o trabalho de Shakman. Ela questionou se o estilo único dos três primeiros episódios seria mantido até o final da série, mas sentiu que valeria a pena assistir de qualquer maneira. Li e Niv M. Sultan, da Slant Magazine, sentiram que era provável que a série mudasse para um formato mais tradicional do UCM, mas ainda assim elogiaram os elementos da sitcom nos primeiros episódios. Roxana Hadadi, do RogerEbert.com, foi menos positiva sobre os elementos da sitcom e a maneira como eles "marginalizaram" Wanda e Visão. Hadadi questionou qual papel as recreações de sitcom desempenharam na história e no desenvolvimento dos personagens, o que não ficou claro nos três primeiros episódios. Michael Phillips, escrevendo para o Chicago Tribune, criticava os próprios tropos de sitcom, como trilhas de risadas "enlatadas e mortais", bem como o ritmo dos episódios, embora ele tenha passado a curtir os episódios quatro a sete porque achava que esses elementos da sitcom se encaixavam melhor no elenco.
Avaliando a série completa para o Polygon, Joshua Rivera criticou seu final por preparar projetos futuros do UCM em vez de resolver sua própria história. Ele disse que o maior sucesso da série não foi estar interessado em heroísmo ou justificar as ações de Wanda, mas sentiu que isso minou a exploração do luto de Wanda ao não explorar a dor de Rambeau também. Alan Sepinwall, da Rolling Stone, e Chancellor Agard, do Entertainment Weekly, também expressaram preocupação com o foco da série em preparar outras histórias do UCM em seu final, mas ambos sentiram que isso não prejudicou o sucesso da série. Agard gostou dos objetivos mais baixos da série de explorar o luto e desenvolver Wanda em uma personagem totalmente desenvolvida de uma forma que os filmes anteriores do UCM nunca haviam feito. Ele deu à série uma nota "B+". Sepinwall elogiou a série por seu uso de "forma narrativa para servir à função emocional" e expressou esperança de que o Marvel Studios continuasse a experimentar seus projetos do UCM de maneira semelhante. Zaki Hasan, do San Francisco Chronicle, sentiu que WandaVision funcionou tanto como uma sequência da franquia do UCM, quanto como um "conto introspectivo", com um final que foi "honesto com seu público [e] verdadeiro consigo mesmo". Ele também sentiu que era uma história adequada para série de televisão, com os mistérios centrais dando lugar a "meditações sobre o amor e a perda" em seus episódios. Matt Purslow, do IGN, deu à série uma nota 8 de 10 e elogiou-a como uma mudança ousada para o UCM que era diferente de qualquer outra série de televisão mainstream. Ele sentiu que a maior falha da série era o fato de que suas apostas emocionais foram mantidas em mistério por tanto tempo, mas olhando para trás, ele elogiou a estrutura dos episódios da série que não tinham fórmula e fez "cada sequência parecer uma aventura genuinamente nova".
As atuações de Olsen, Bettany, Hahn e Parris foram elogiadas pela crítica, e os papéis de Dennings e Park como alívio cômico também foram apreciados. Sam Barsanti, do The A.V. Club, disse que a maior força da série foi a maneira como ela pegou personagens estabelecidos do UCM e os colocou em um novo tipo de história para a franquia. Olsen recebeu elogios especiais, com Iannucci descrevendo a série como uma oportunidade para a atriz mostrar suas habilidades de atuação, e Feinberg chamando-o de um "veículo de atuação" melhor do que os papéis de Olsen nos filmes do UCM. Framke elogiou a maneira como Olsen equilibrou sua interpretação de Wanda com as influências da sitcom da série, e sentiu que a série não funcionaria sem uma "atriz cheia de nuances como Olsen amarrando-a a algum tipo de realidade". Purslow destacou a "habilidade camaleônica" de Olsen de replicar as atuações de atrizes de diferentes épocas da comédia, ao mesmo tempo em que fornece o "peso" necessário para as cenas mais dramáticas da personagem. Discutindo a série para o The Ringer, Alison Herman elogiou a série por focar em Olsen como Wanda e explorar temas de luto, maternidade e a história do gênero na mídia sem ser comercializada como uma série de super-heróis com foco feminino. Ela descreveu WandaVision como uma "peça de entretenimento de massa que é centrada nas mulheres e adiciona profundidade como resultado, mas não exige que seja lida como tal".

### Análise

#### Teorias e especulação
Após os três primeiros episódios, Iannucci questionou se a série teria sido mais adequada para lançar seus episódios todos de uma vez, em vez de semanalmente. William Hughes, do The A.V. Club, concordou, acreditando que o formato de "caixa misteriosa" lentamente revelado estava "em oposição direta ao ethos do UCM, que pode tolerar um mistério por exatamente o tempo que leva o seu membro mais impaciente da audiência para começar a se contorcer. Reter informações — para reter qualquer coisa — é contra o que transformou esses filmes em uma instituição da cultura pop, e essa necessidade de fornecer, dá à WandaVision a sensação de um show sendo puxado em ainda mais direções do que sua premissa já bifurcada pode sugerir". Hughes também sentiu que as pistas de mistérios menos sutis, como mudanças no estilo de cinematografia, estavam distraindo do "trabalho legitimamente maravilhoso que [os protagonistas da série] estão fazendo em sua homenagem aos estilos clássicos de comédia". Miles Surrey, escrevendo para o The Ringer, discordou de Hughes, pensando que a série entendeu as expectativas do público ao explicar os mistérios que o público provavelmente já estava deduzindo no quarto episódio. Surrey acrescentou que WandaVision "não está realmente tentando esconder do que se trata, mas isso funciona a favor do programa. A série está ficando melhor — e muito mais assustadora — quanto mais ela fecha a cortina ... [pavimentando] o caminho para a Marvel fazer um esforço concentrado para brincar com o horror; pelo menos pelos padrões do UCM".
Os elementos misteriosos da série e o uso de pistas falsas levaram a muitas teorias que foram amplamente discutidas. Essas pistas falsas incluíram a personagem "Dottie", e elementos dos cenários e efeitos visuais. Imagens recorrentes, como hexágonos, também foram identificadas e analisadas. A escalação de Peters como "Pietro Maximoff" foi particularmente discutida, com muitos fãs acreditando que seu papel estava relacionado ao multiverso e indicava um crossover com a série de filmes dos X-Men; Também surgiram especulações de que membros adicionais dos X-Men apareceriam na série. O fato de não ser esse o caso levou Carlos Morales, do IGN, a descrever a escalação como desnecessária e um "movimento vazio, porque simultaneamente dilui o que deveria ser uma participação importante do personagem em uma aparição 'Eu o conheço!', ao mesmo tempo que abre um poço de especulação que realmente não leva a lugar nenhum". Schaeffer defendeu a escalação, explicando que não foi feito para parecer uma brincadeira e, em vez disso, foi feito como parte de uma exploração maior da série sobre o luto de Wanda. Ela acrescentou que usar outro ator "não teria a mesma emoção, loucura e perguntas, e seria desorientador". Daniel Gillespie, do Screen Rant, concordou, dizendo que a escalação foi uma jogada inteligente que ajudou a desencadear uma discussão sobre a série que poderia não ter acontecido com outro ator. Adam B. Vary, da Variety, achou que a escalação era uma boa piada, mas ressaltou que só funcionava se o espectador soubesse que Peters já havia retratado Peter Maximoff nos filmes dos X-Men. Foi aqui que Vary sentiu que a série "se meteu em alguns problemas", uma vez que "todos os tipos de bobeiras do multiverso pareciam estar em jogo, e o fandom sério (e seriamente online) pegou isso e correu com ele".
Outras teorias sobre as quais fãs e comentaristas especularam incluem um engenheiro aeroespacial mencionado por Rambeau que acabou sendo um personagem da Marvel Comics, como Reed Richards do Quarteto Fantástico; Benedict Cumberbatch reprisando seu papel como Stephen Strange; e o personagem da Marvel Comics, Mephisto, como o vilão secreto da série. Essas teorias não deram certo, embora mais tarde tenha sido revelado que haviam planos iniciais para Cumberbatch aparecer na série. Schaeffer sentiu que a série nunca apresentou as expectativas de que qualquer uma dessas especulações fariam parte da série, e acredita que ela cumpriu as expectativas e promessas que fez. Carly Lane, do Collider, concordou com esse sentimento, acreditando que a série nunca se desviou da história que pretendia contar, acrescentando que o lançamento semanal de WandaVision permitia que os espectadores criassem "expectativas sobre o que eles esperavam que o programa satisfizesse, em vez de focar no que realmente proporcionava para nós". Lane concluiu que não havia nada de intrinsecamente errado com as teorias dos fãs, mas comparar uma experiência gratificante com quantas teorias se tornam realidade "ignora todos os lugares onde a história já teve sucesso".

#### Luto e nostalgia
A terapeuta de traumas, Erin Qualey, sentiu que WandaVision era uma representação positiva de questões complexas de saúde mental na mídia, afirmando que a exploração do luto de Wanda na série a fez "rapidamente se tornar uma das personagens mais identificáveis da televisão" na era da COVID-19, na qual muitos viviam com traumas semelhantes. Qualey acrescentou: "Ao explorar como o processo de admitir a fraqueza pode se tornar uma força inerente, a história de Wanda marca um afastamento refrescante, embora temporário, da fórmula usual dos quadrinhos", e gostou que a série estava explorando as lutas internas de uma pessoa que as pessoas podiam se relacionar, em vez de depender de um evento catastrófico ou lutar contra vilões pelo espetáculo. Falando de um momento no oitavo episódio em que o Visão compara o luto à perseverança do amor, Qualey disse que foi fantástico que a Marvel "fizesse uma pausa séria para transmitir esse sentimento".
Candace Davison, do PureWow, inicialmente rejeitou a série e sua replicação de tropos de sitcom como um "show cafona de super-heróis", mas acabou descobrindo que era uma "alegoria poderosa para viver em meio a perdas e traumas extremos e, de certa forma, reflete como todos nós estamos lidando com a vida pandêmica [COVID-19]". Davison viu a série como uma "peça enigmática em programas de diferentes décadas", mas no final ela estava discutindo como a realidade da sitcom de Wanda era uma forma de lidar com seu trauma. Ela comparou isso com a série de comédia The Office, sendo a série mais transmitida de 2020, quando o público estava em busca de conforto e escapismo. Gayle Sequeira, do Film Companion, também discutiu como a nostalgia da sitcom não era apenas um truque, observando que a série mostra os pais de Wanda usando sitcoms como um mecanismo de enfrentamento para sua família em uma Sokovia devastada pela guerra, e Wanda então usa a mesma estratégia em momentos traumáticos de sua vida adulta. Sequeira também discutiu como a série examina esse mecanismo de enfrentamento, afirmando: "O espetáculo promove o entretenimento como um espaço seguro e acolhedor para quem busca uma fuga, mas também atua como um conto de advertência para aqueles que o empregam como um mecanismo de enfrentamento doentio... O lançamento do programa durante uma pandemia global, um momento em que as pessoas estão se voltando para o entretenimento como um meio de lidar com a situação, mais do que nunca, deixa claro o ponto".
Charles Pulliam-Moore, do io9, chamou a série de um "estudo peculiar de personagens" para o Visão, uma vez que a série lhe permitiu "habitar suas identidades como herói, um idiota e um marido amoroso" envolto na construção de uma sitcom americana. Pulliam-Moore ficou particularmente fascinado com o Visão se tornar pai, visto que ele "se esforça em um trabalho que não entende, verifica quando as coisas pioram durante a noite e se esforça ao máximo para cuidar das tarefas domésticas antes que [Maximoff] chegue até eles com sua magia", tudo para garantir que Wanda continue feliz em sua farsa. Ele também sentiu que a série estava sendo proposital com sua exploração de romance e intimidade, que ele sentiu "em grande parte" ausente dos filmes de super-heróis.

### Reconhecimentos
WandaVision foi indicada para oito Primetime Emmy Awards e quinze Primetime Creative Arts Emmy Awards (ganhando três Creative Arts Emmy), bem como um Directors Guild of America Award, sete Hollywood Critics Association TV Awards (vencendo dois), um Irish Film & Television Award, seis MTV Movie & TV Awards (ganhando quatro), e quatro TCA Awards, entre outros. A série é uma das 117 séries de televisão que receberam o Selo ReFrame para os anos de 2020 a 2021. O selo é concedido pela coalizão de igualdade de gênero ReFrame como uma "marca de distinção para projetos que... contratam pessoas com identificação feminina em quatro das oito áreas críticas de produção" para mostrar o progresso na produção televisiva com equilíbrio de gênero.

## Documentário especial
Em fevereiro de 2021, foi anunciada a série documental Assembled. O primeiro especial da série, Assembled: The Making of WandaVision, mostrou os bastidores da produção da série, com Olsen, Bettany, Parris, Hahn, Dennings, Park e criadores adicionais discutindo as sitcoms clássicas que inspiraram a série, as maneiras como a equipe foi capaz de emular o processo de filmagem dos primeiros episódios e a experiência de filmar na frente de uma platéia de estúdio ao vivo. O especial foi lançado no Disney+ em 12 de março de 2021.

## Futuro
Em janeiro de 2021, Schaeffer disse que não podia falar sobre quaisquer potenciais planos para uma segunda temporada, mas disse que a série pareceria "muito completa". Shakman disse que não há nenhum plano para uma segunda temporada e que ela só será feita se uma história específica acontecer. Feige não descartou uma segunda temporada sendo feita, mas disse que uma não foi planejada e apontou Doctor Strange in the Multiverse of Madness como a continuação da história criada em WandaVision. Além disso, Teyonah Parris estrelou como Rambeau no filme The Marvels (2022), a sequência de Captain Marvel, que foi escrito pela roteirista de WandaVision, Megan McDonnell. Em junho de 2021, Olsen se referiu a WandaVision como uma série limitada.